# Marco Valerio Mesala Apiano
Marco Valerio Mesala Apiano (en latín, Marcus Valerius Messalla Appianus; f. 12 a. C.) fue un senador y político romano del siglo I a. C.

## Familia
Probablemente fue hijo de Apio Claudio Pulcro , cónsul en 38 a. C., con una mujer desconocida. Se especula que fue adoptado o bien por Marco Valerio Mesala Rufo, cónsul en 53 a. C., o por Marco Valerio Mesala Corvino, cónsul sufecto en 32 a. C. y en 31 a. C.; por ello, cambió su nombre a Marco Valerio Mesala Apiano.
En algún momento, probablemente a fines de los años 20 a. C., Apiano se casó con Marcela la Menor, la hija menor de Octavia la Menor con su primer esposo Cayo Claudio Marcelo. La pareja tuvo dos hijos: Marco Valerio Mesala Barbato y Claudia Pulcra. Por medio de su hijo, Apiano fue abuelo de Valerina Mesalina, la tercera esposa de Claudio; mientras que Claudia Pulcra fue la última esposa de Publio Quintilio Varo.

## Carrera
Se conoce muy poco sobre la carrera de Marco Valerio, excepto que alcanzó el consulado en 12 a. C. y falleció poco tiempo después.